# Chase Kalisz
Chase Tyler Kalisz (Bel Air, 7 de março de 1994) é um nadador estadunidense, medalhista olímpico.

## Carreira
Kalisz competiu na natação nos Jogos Olímpicos de Verão de 2016, conquistando a medalha de prata nos quatrocentos metros medley. Ganhou o ouro na mesma prova em Tóquio 2020.